# Temps des troubles (Russie)
Pour les articles homonymes, voir Temps des troubles.

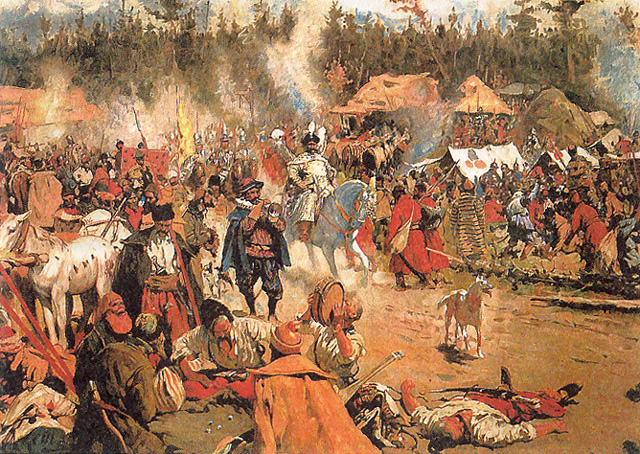
Le Temps des troubles, vu par Sergueï Vassilievitch Ivanov (1864-1910)

Le Temps des troubles (en russe : Смутное время) désigne la période de l'histoire russe qui s'étend de la fin du règne de Fédor Ier (dernier représentant de la dynastie des Riourikides) en 1598 à l'avènement, en février 1613, de Michel Ier Romanov, dont les descendants ont régné jusqu'en 1917.
Pendant une période d'une quinzaine d'années, au début du XVIIe siècle, les intrigues et les rivalités des prétendants au trône se déchaînent, suscitant les convoitises étrangères et mettant en péril l'existence même de l'État russe.
Cette période inclut les règnes de :
- Boris Godounov (1598-1605) ;
- Fédor II (1605) ;
- Dimitri II (1605-1606) ;
- Vassili IV Chouiski (1606-1610) :
- interrègne (1610-1613) (Ladislas IV Vasa).

On peut aussi y inclure le règne de Fédor Ier (1584-1598), troisième fils et successeur d'Ivan IV le Terrible, pendant lequel le pouvoir est d'ores et déjà exercé par Boris Godounov.

## Origines
Après la mort sans descendance de Fédor Ier, il y avait deux prétendants au trône : le boyard Boris Godounov, ministre et beau-frère de Fédor, et Fédor Romanov, le neveu de la tsarine Anastasia Romanovna, première femme d'Ivan le Terrible. Boris Godounov est élu tsar en 1598 par le Zemski sobor. Il assurait déjà la régence face à un souverain peu apte à régner.
L'oligarchie russe de l'époque, notamment la famille Romanov, dont Anastasia Romanovna, considérait comme un affront le fait de devoir obéir à un boyard : les conspirations étaient fréquentes contre le tsar. En 1600, Boris Godounov accusa Fédor Romanov et ses frères de trahison et de sorcellerie. Il exila la famille des Romanov dans l'Arctique et força Fédor Romanov à entrer dans les ordres, sous le nom de Philarète.
La famine russe de 1601-1603 et la peste ravageaient les campagnes. La distribution de vivres à Moscou ne fait qu'aggraver la situation en entraînant un afflux de population vers la ville. Des hordes de brigands pillent le pays, sans que le gouvernement puisse y mettre un terme. 
Après la mort de Boris Godounov en 1605, son fils Fédor II, ne règne que quelques mois d'avril à juin 1605.
Sous l'influence des nobles qui s'étaient opposés à l'élection de Boris Godounov au titre de tsar, le mécontentement de la population s'aggrave. 
Des rumeurs commencent à circuler sur une possible réapparition du dernier fils d'Ivan le Terrible : Dimitri Ivanovitch, mort à 8 ans quelques années plus tôt, lors de son exil à Ouglitch ordonné par Boris Godounov. Les conditions mystérieuses de sa mort — accident ou assassinat à l'arme blanche — ont pu permettre l'apparition des faux Dimitri

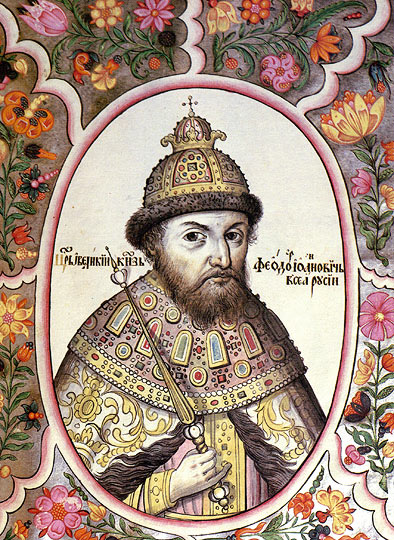
Portrait de Fédor Ier, troisième fils d'Ivan le Terrible.
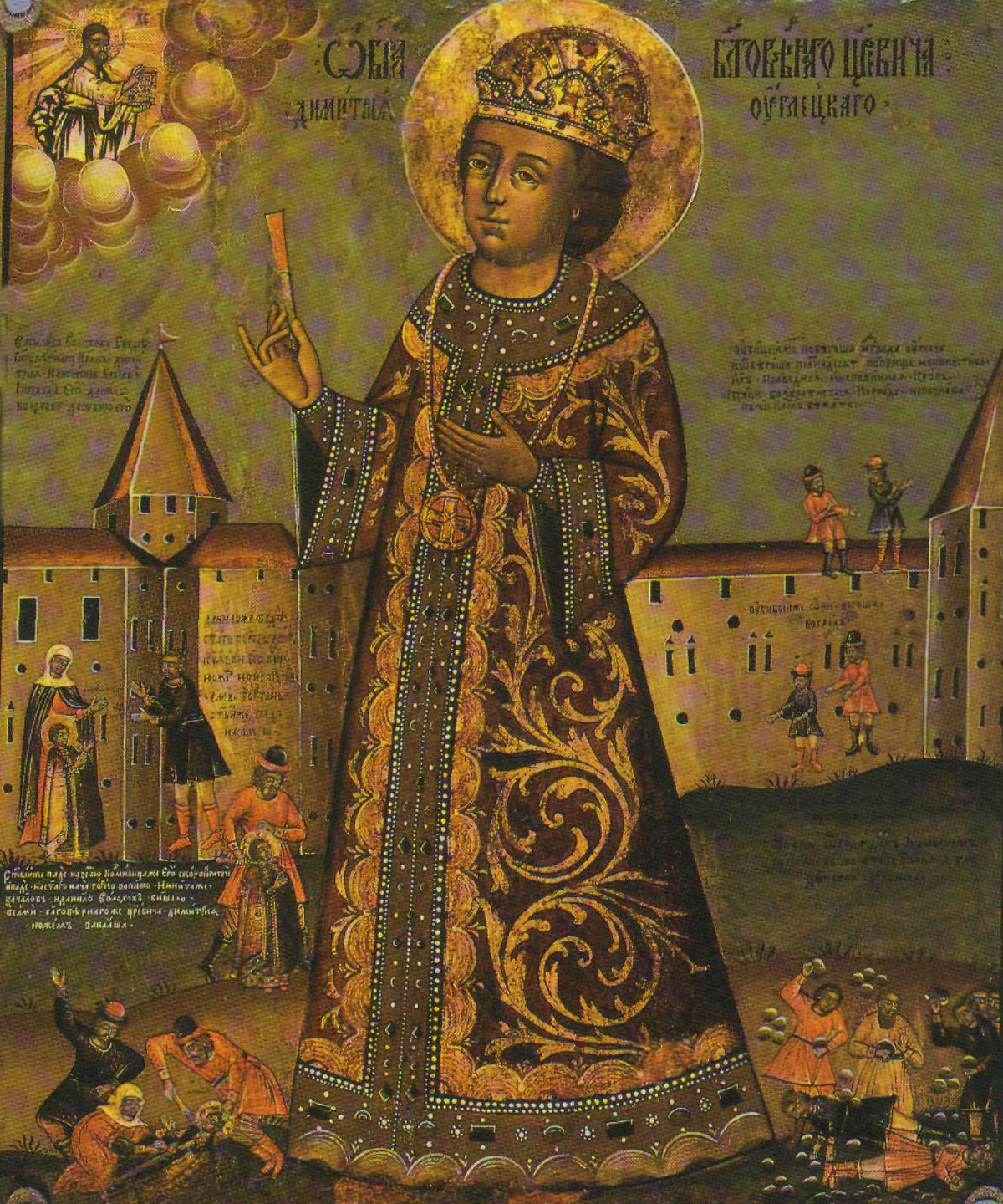
Dimitri Ivanovitch, dernier fils d'Ivan le Terrible.
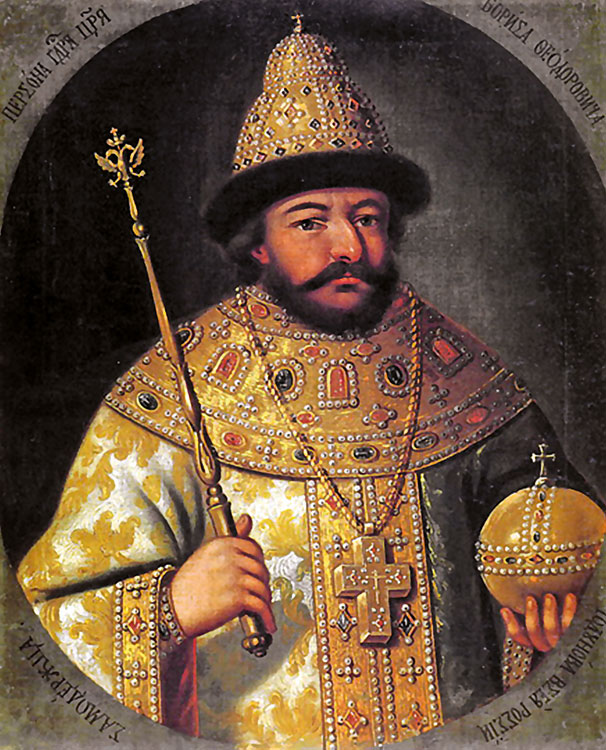
Portrait de Boris Godounov.
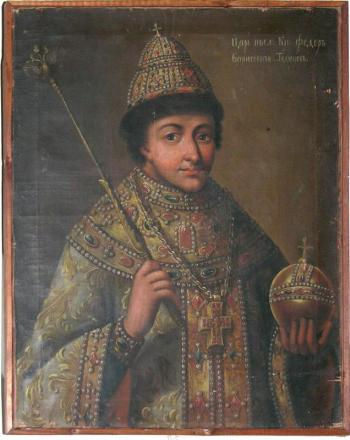
Portrait de Fedor II, fils de Boris Godounov.

## Le premier faux Dimitri

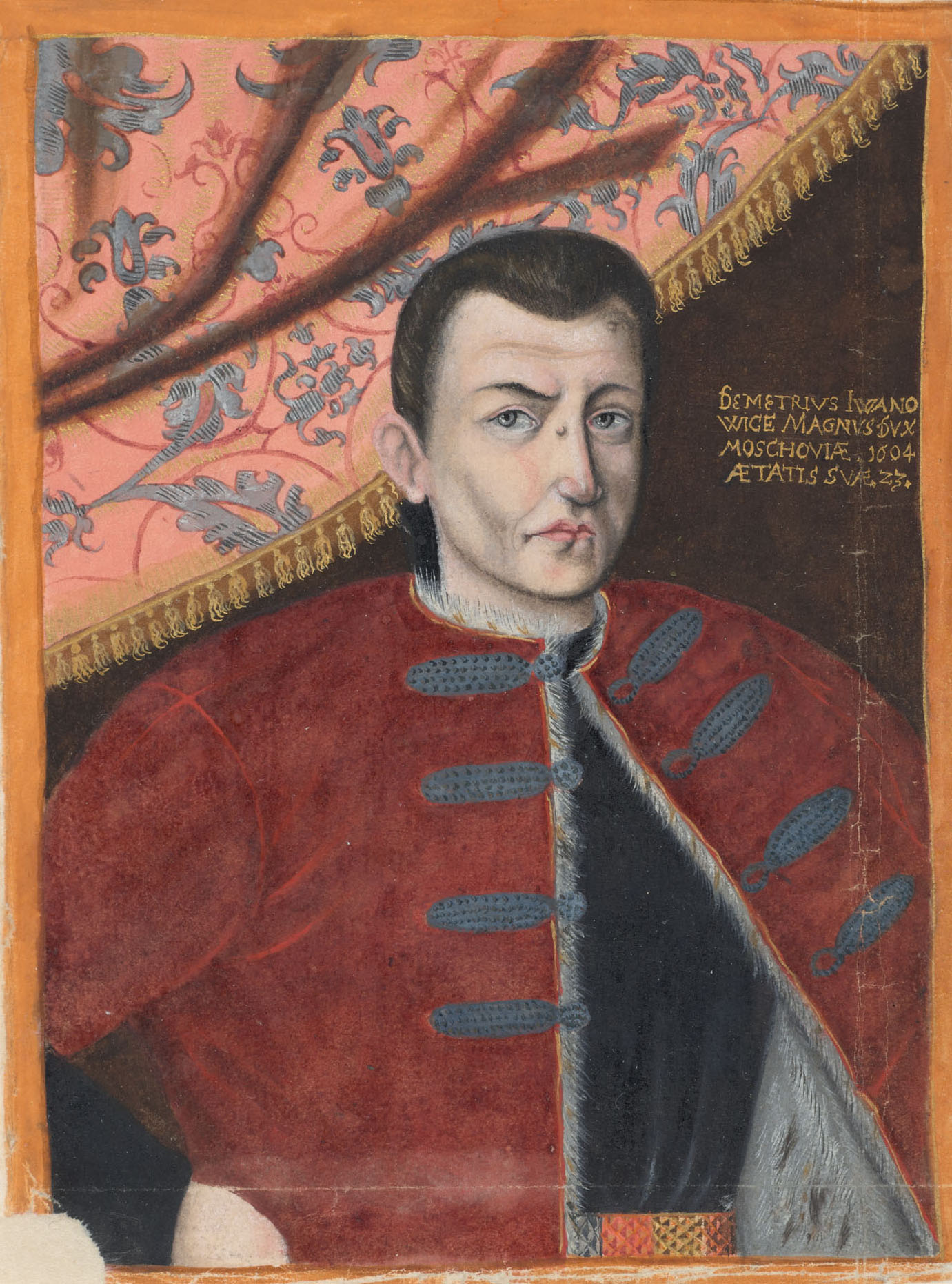
Portrait de Gregori Otrepiev, premier faux Dimitri.

En 1603 apparaît un homme prétendant être l'héritier du trône de Russie. Il se fait passer pour le tsarévitch Dimitri, dernier fils d'Ivan IV le Terrible et héritier en titre, mort poignardé à Ouglitch en 1591, soit accidentellement, soit sur ordre de Boris Godounov. L'individu (que l'histoire démasquera comme un imposteur du nom de Grigori Otrepiev) est alors considéré comme légitime par une grande partie de la population russe. Outre la république des Deux Nations, il est soutenu par les États pontificaux. Rien n'indique que ces factions l'aient vraiment cru ; il est plus probable que ces soutiens avaient pour but d'étendre l'influence polonaise en Russie et l'emprise catholique dans un pays majoritairement orthodoxe.  
Quelques mois plus tard, une armée de 4 000 hommes, polonais, lituaniens, exilés russes, mercenaires allemands et cosaques du Don et du Dniepr traverse la frontière avec la Russie, marquant ainsi le début de la Guerre polono-russe. Bien qu'elle ne soit pas officiellement déclarée (le roi Sigismond III était opposé à cette intervention), de puissants magnats décident de soutenir le faux Dimitri dans l'espoir de riches récompenses. Ce dernier se fiance en même temps à Marina Mniszek, qu'il épousera s'il devient Tsar. 
Après la mort de Godounov en 1605, le faux Dimitri fait une entrée triomphale à Moscou. 
Le règne du premier faux Dimitri est court. Au bout d'un an, une conspiration est formée contre lui par le prince Vassili Chouiski, un Knèze de la dynastie des Riourikides. Le Tsar est assassiné peu après son mariage en plein Kremlin et 2 000 de ses alliés, principalement des Polonais, sont massacrés.

## Vassili Chouiski et le second faux Dimitri
Vassili Chouiski s'empare du pouvoir et est élu par une assemblée composée de ses alliés, mais le changement de tsar ne satisfait pas les boyards. Bientôt, les magnats de la république des Deux Nations, les cosaques, les mercenaires allemands et un nouveau faux Dimitri, revendiquent le trône. Comme son prédécesseur, il est soutenu par les Polonais. La signature d'une alliance entre Chouiski et les Suédois est considérée comme une menace par le roi Sigismond III qui décide d'intervenir. C'est le début officiel de la guerre polono-russe.

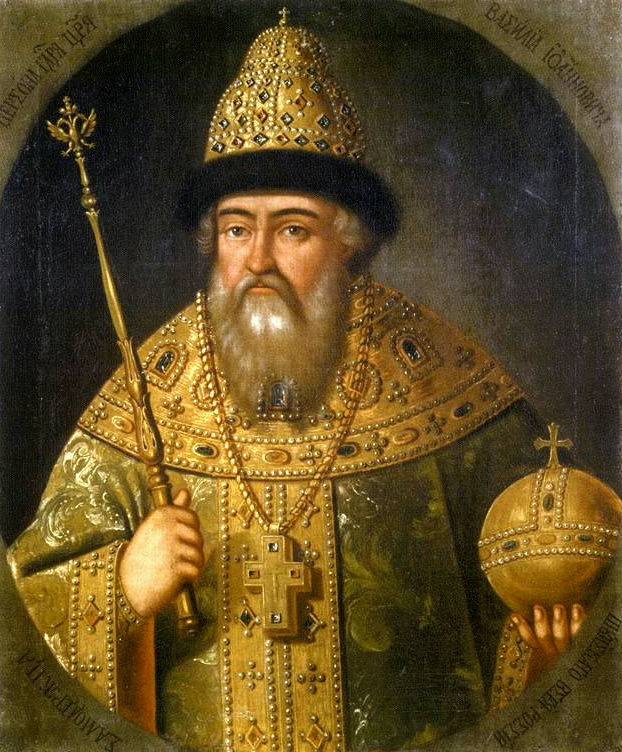
Portrait de Vassili Chouiski.
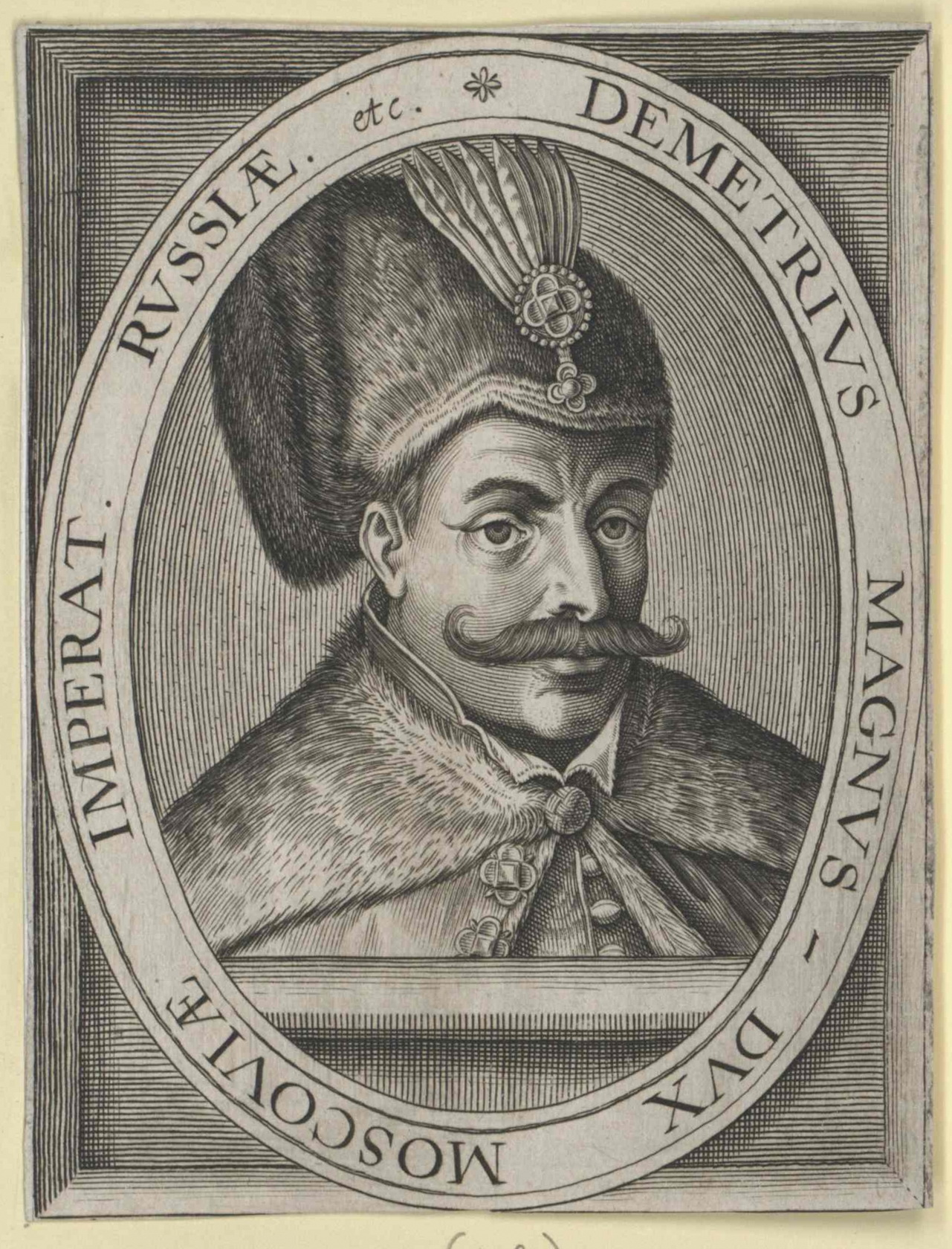
Portrait du second faux Dimitri